# Trapezonotus vandykei
Trapezonotus vandykei är en insektsart som beskrevs av Van Duzee 1937. Trapezonotus vandykei ingår i släktet Trapezonotus och familjen Rhyparochromidae. Inga underarter finns listade i Catalogue of Life.